# Arent Didrik von der Pahlen
Arent Didrik von der Pahlen, född 15 maj 1675, död 5 maj 1710 i Riga, var en svensk friherre och militär.

## Biografi
Arent Didrik von der Pahlen föddes 1675. Han var son till Gustaf Christian von der Pahlen och Margareta Dorotea von Metstaken. von der Pahlen blev 1698 kapten vid Wangersheims svenska regemente i Holland och 1701 överstelöjtnant vid estniska adelsfaneregementet. Han blev 28 augusti 1703 generaladjutant, med konrimerad fullmakt 25 juli 1705. von der Pahlen avled 1710 under belägringen i Riga.

### Egendom
von der Pahlen ägde Palms i Trisfers socken.

### Familj
von der Pahlen gifte sig 18 mars 1700 i Stockholm med friherrinnan Margareta Charlotta Wachtmeister af Björkö (1683–1712), dotter till generalmajoren friherre Fritz Wachtmeister af Björkö och friherrinnan Margareta Elisabet Taube af Karlö. De fick tillsammans barnen Gustaf von der Pahlen (född 1702), Fritz von der Pahlen (född 1704) och assessorn Arent Didrik von der Pahlen (1706–1753).